# Nayib Bukele
Nayib Bukele Ortez (født 24. juli 1981 i San Salvador) er en politiker fra El Salvador. Han vandt præsidentvalget i 2019 og tiltrådte præsidentembedet den 1. juni 2019. Bukele opstillede til valg for højrepartiet Gran Alianza por la Unidad Nacional (GANA). Han har tidligere været ordfører i Nuevo Cuscatlán og i hovedstaden San Salvador og repræsenterede da det venstreorienterede parti Frente Farabundo Martí para la Liberación Nacional (FMLN).

## Liv og virke

### Baggrund
Bukele har palæstinensiske aner. Han er søn af Armando Bukele Kattan, som selv var søn af en muslimsk indvandrer fra Betlehem. Faderen var en fremgangsrig forretningsmand, og familien har været aktiv i en række selskaber. Moderen, Olga Marina Ortez, er katolik. Selv har Bukele tilkendegivet, at han ikke tilhører nogen religion, selv om han tror på Gud. Han er gift med Gabriela Rodríguez de Bukele, som har jødiske forfædre.
Bukele begyndte at studere jura ved Universidad Centroamericana José Simeón Cañas men afbrød studierne for at arbejde i familiens foretagender. Han har været direktør i flere virksomheder.

### Politisk virke
I 2011 engagerede Bukele sig politisk ved at opstille til valg som ordfører i byen Nuevo Cuscatlán i La Libertad sydvest for hovedstaden San Salvador. Han stillede op for partiet Frente Farabundo Martí para la Liberación Nacional (FMLN). I 2015 blev Bukele valgt til ordfører i San Salvador som repræsentant for samme parti, men efter en konflikt med partiledelsen blev han ekskluderet fra FMLN i 2017. Han etablerede bevægelsen Nuevas Ideas, men fik den ikke registreret som politisk parti i tide til at stille op som præsidentkandidat for bevægelsen. Bukele valgte da i stedet at indtræde i højrepartiet Gran Alianza por la Unidad Nacional (GANA), et udbryderparti fra Alianza Republicana Nacionalista (ARENA).
Gennem det etablerede parti GANA kunne Bukele opstille ved præsidentvalget i 2019. Valgkampen fokuserede på kampen mod korruption. Bukele vandt valget i første valgomgang mod kandidater fra venstresidens Frente Farabundo Martí para la Liberación Nacional (FMLN) og højresidens Alianza Republicana Nacionalista (ARENA), de to partier, som har domineret salvadoransk politik siden 1990-erne. Med Bukele som præsidentkandidat vandt GANA valget med 53,1 % af stemmerne. GANA fik 11 af 84 pladser i El Salvadors lovgivende forsamling, hvorfor Bukele ikke fik en majoritet at støtte sig til der for sin politik.
Før præsidentindsættelsen den 1. juni 2019 erklærede Bukele, at han ville bryde med den venstreorienterede udenrigspolitik, som var blevet ført af forgængeren i præsidentembedet, Salvador Sánchez Cerén, og i stedet prioritere forholdet til USA. Han sagde også, at han ville bekæmpe korruption og voldelige bander.